# Cora van Nieuwenhuizen
Cornelia (Cora) van Nieuwenhuizen-Wijbenga (ur. 12 czerwca 1963 w Ridderkerk) – holenderska polityk, działaczka Partii Ludowej na rzecz Wolności i Demokracji, deputowana krajowa, posłanka do Parlamentu Europejskiego VIII kadencji, od 2017 do 2021 minister infrastruktury i gospodarki wodnej.

## Życiorys
Absolwentka geografii społecznej na Uniwersytecie w Utrechcie (1987), kształciła się również na prywatnym Nyenrode Business Universiteit oraz w szkole biznesu Tiasnimbas przy Uniwersytecie w Tilburgu. Pracowała m.in. w bankowości i jako asystentka ds. administracyjnych. Przystąpiła do centroprawicowej i liberalnej Partii Ludowej na rzecz Wolności i Demokracji (VVD). W latach 1994–2006 była radną miejską w Oisterwijku (w latach 2002–2003 kierowała partyjnym klubem radnych). Od 2003 do 2007 zasiadała w stanach prowincjonalnych Brabancji Północnej, przewodniczący frakcji VVD. Następnie do 2010 wchodziła w skład regionalnej egzekutywy.
W wyborach w 2010 uzyskała mandat posłanki do Tweede Kamer, niższej izby Stanów Generalnych. W 2012 z powodzeniem ubiegała się o reelekcję. W 2014 z ramienia swojego ugrupowania została wybrana do Europarlamentu VIII kadencji.
W październiku 2017 została ministrem infrastruktury i gospodarki wodnej w trzecim rządzie Marka Rutte. W styczniu 2021 dodatkowo wykonywała krótko obowiązki ministra spraw gospodarczych i polityki klimatycznej, gdy ze stanowiska zrezygnował Eric Wiebes.
Z rządu odeszła w sierpniu 2021 w związku z powołaniem (od października tegoż roku) na przewodniczącą Energie-Nederland, branżowego zrzeszenia przedsiębiorstw energetycznych.